# Djurgårdsbron

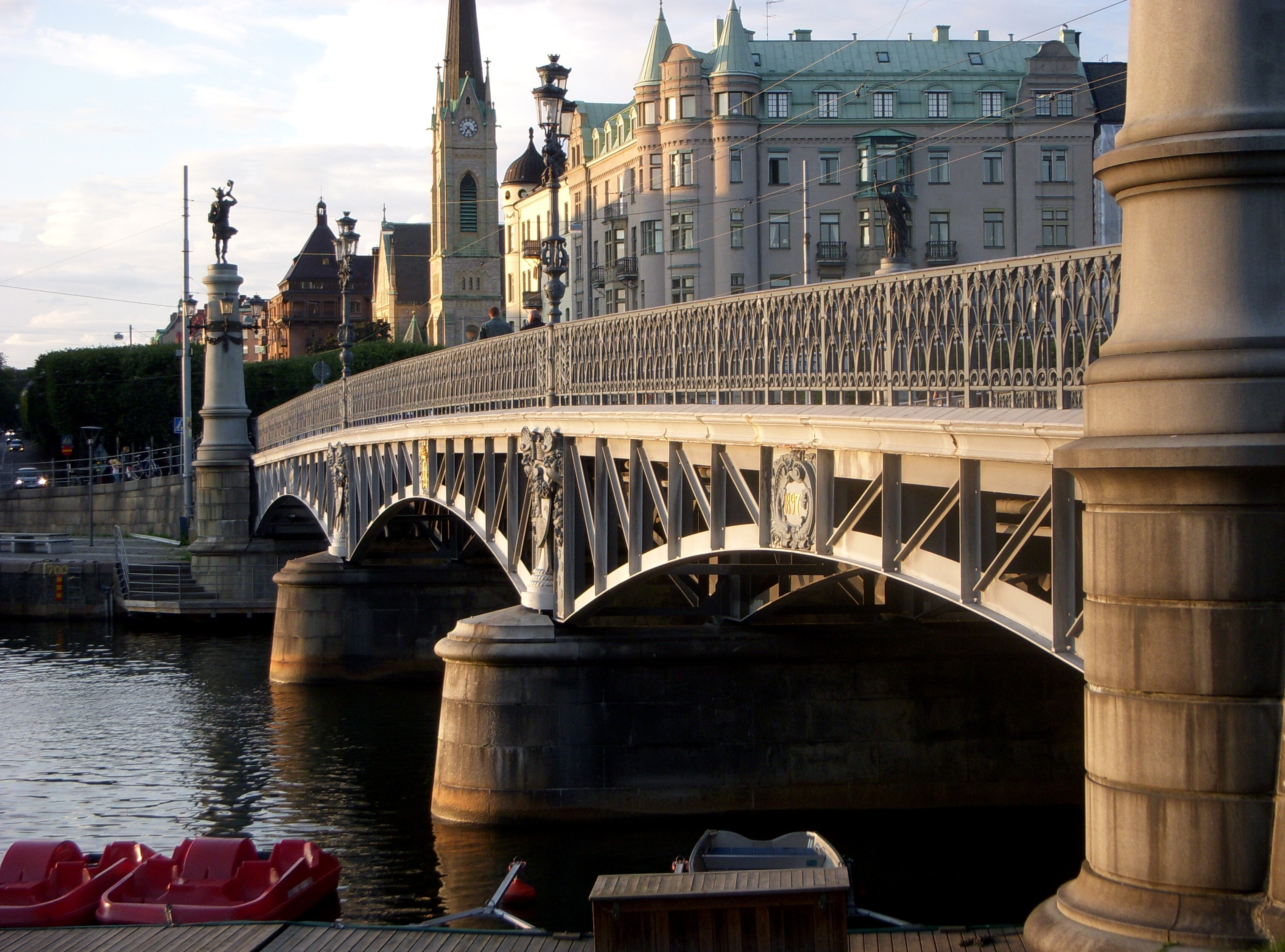
Djurgårdsbron sedd från södra brofäste.

Djurgårdsbron är en bro i centrala Stockholm som utgör fortsättningen av Narvavägen på Östermalm ut på ön Djurgården. Brons segelfria höjd är 3,0 meter. 

## Historik

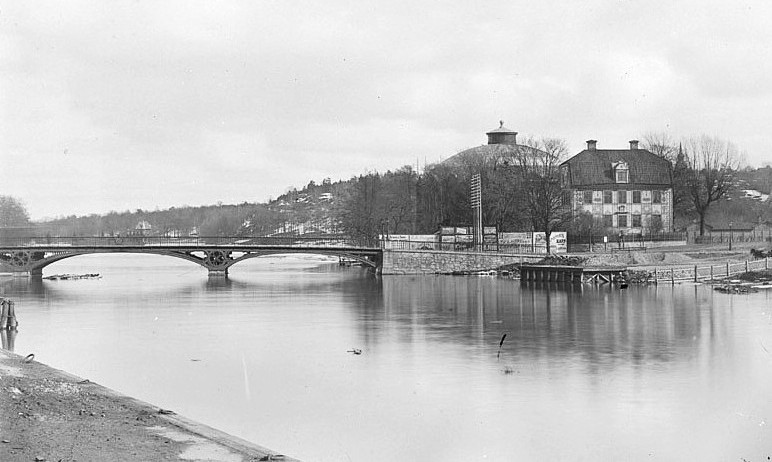
Gamla Djurgårdsbron med Pontinska villan till höger och Rundmålningsbyggnaden i bakgrunden, 1895.

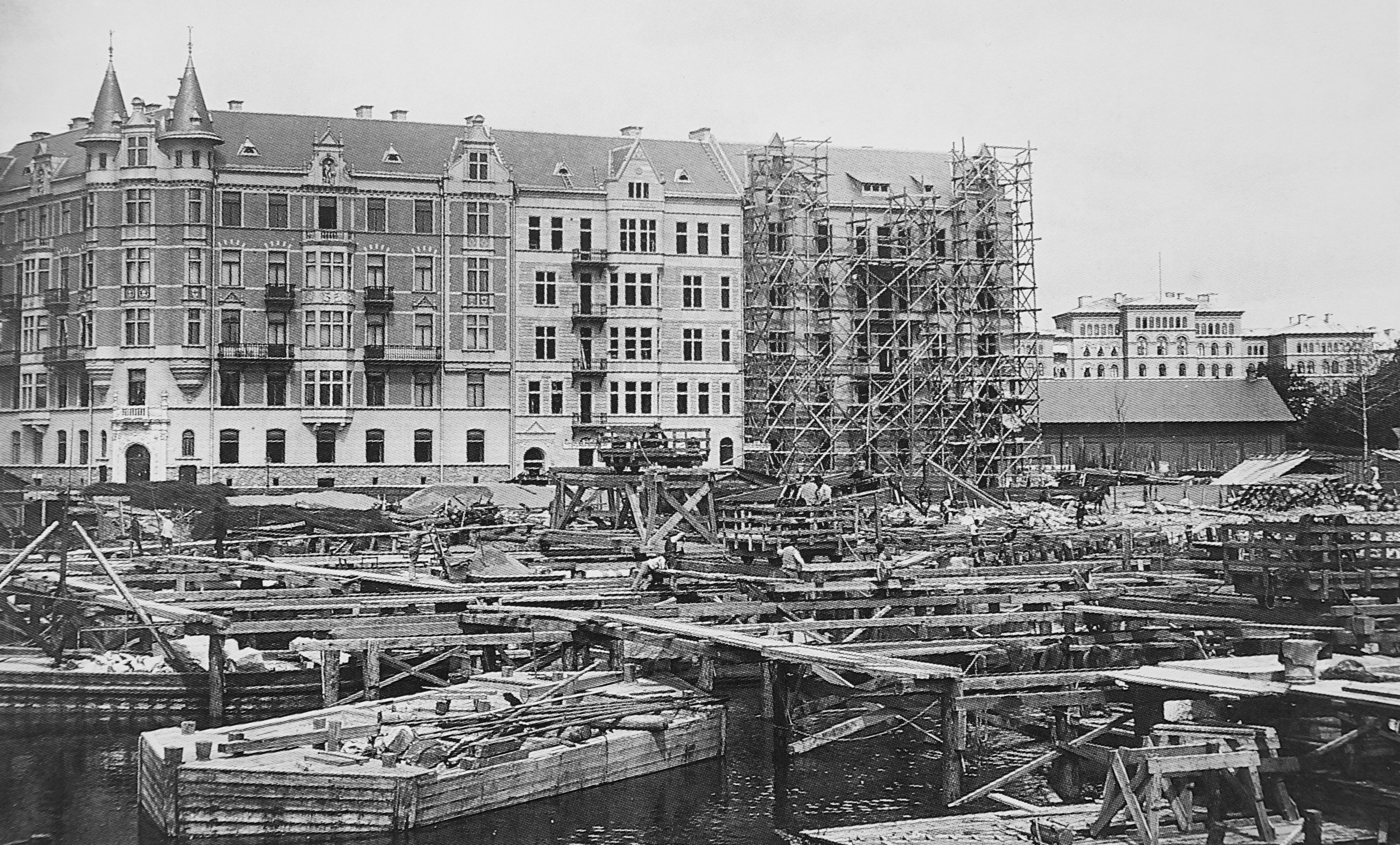
Nya Djurgårdsbron under uppförande, i bakgrunden pågår byggarbeten i kvarteret Bajonetten, 1896.

Enligt traditionell historieskrivning skall Gustav Vasa ha visat mandomsprov i slaget vid Vädla 1517 som skedde på platsen vid nuvarande Djurgårdsbrons norra brofäste. Det lär ha funnits en bro strax öster om nuvarande Djurgårdsbrons placering så tidigt som på 1620-talet. Det finns belägg för att en bro byggdes på denna plats 1661 och på en karta från 1696 finns bron markerad för första gången. 
Bron ersattes av en ny 1730 och den kallades då ibland för Fredrikshovsbron. Den brast 1745 då kung Fredrik I färdades över den i sitt ekipage. Bron underhölls dåligt och ersattes 1825 av en ny träbro, även den i uselt skick. 1849 byttes träbron mot en järnbro med tre valv. Denna bro ritades av arkitekterna Peter Georg Sundius (1823-1900) och Georg Theodor Chiewitz (1815-1862). Gjutjärnsdetaljerna tillverkades på Brevens Bruk. Bron var i bruk fram till 1885 då man föreslog en ny bro som förlängning till den nyanlagda avenyn Narvavägen.
Djurgårdsbron som invigdes 1897 var dimensionerad för att Strandvägens spårvagnar skulle kunna passera och bron fick därför två körbanor med breda trottoarer och god plats med dubbla spår. Den ökande trafikbelastningen krävde förstärkningar 1977, ett arbete som endast tog tre månader att genomföra. Uppdraget gjordes av Mälarvarvet på Långholmen som byggde de 58 meter långa delarna.

## Konstruktion och gestaltning

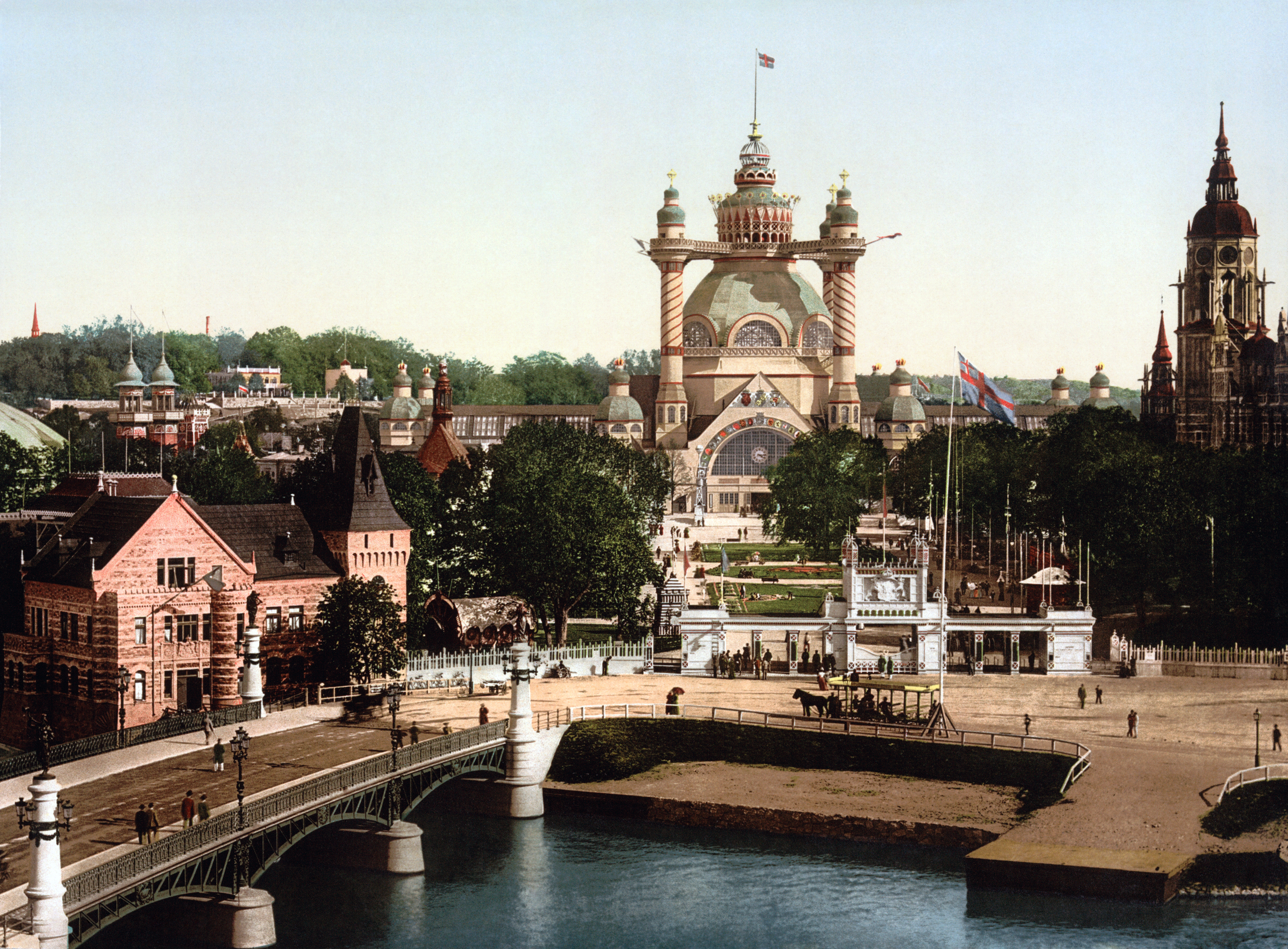
Bron nyinvigd 1897.

Den nuvarande Djurgårdsbron byggdes av Bergsunds mekaniska verkstad på Södermalm 1896 och stod klar till den stora Stockholmsutställningen 1897. Bron är en järnbro med tre spann, konstruerad av ingenjör Carl Frænell. Arkitekten Erik Josephson (1864–1929) har formgivit brofästena och kandelabrar. Utsmyckningen består av skulpterade fornnordiska gudar och ett detaljerat gjutjärnsräcke med stiliserade växter.
Bron har fyra kolonner av granit med var sin fornnordisk gud skulpterade av konstnären Rolf Adlersparre och gjuten i koppargalvaniserad zink av Meyers konstgjuteri. Adlersparre hade låtit sig inspireras av Viktor Rydbergs populära mytologi Fädernas gudasaga, utgiven 1887. De fyra fornnordiska gudarna är:
- Heimdal som blåser i Gjallarhornet (norra brofästet)
- Frigg (Odens hustru) som håller i en stav (norra brofästet)
- Freja med en falk i ena handen (södra brofästet)
- Tor med hammaren Mjölner över axeln (södra brofästet)

Djurgårdsbron har totalt tre körfält för vägtrafik, samt gång- och cykelbana på båda sidor. Dessutom trafikeras bron av spårvagnar på Spårväg City och Djurgårdslinjen.

## Figurerna

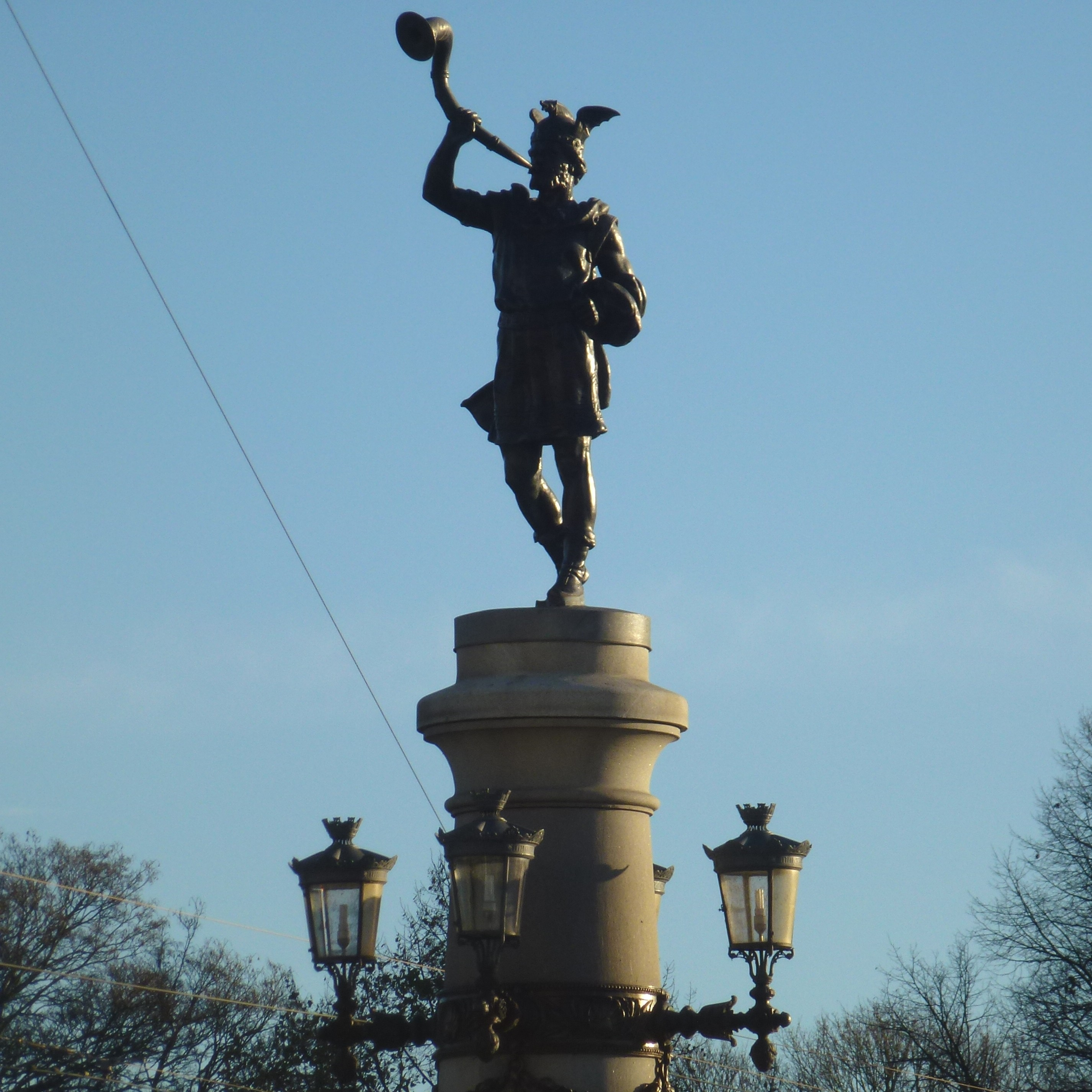
Heimdal
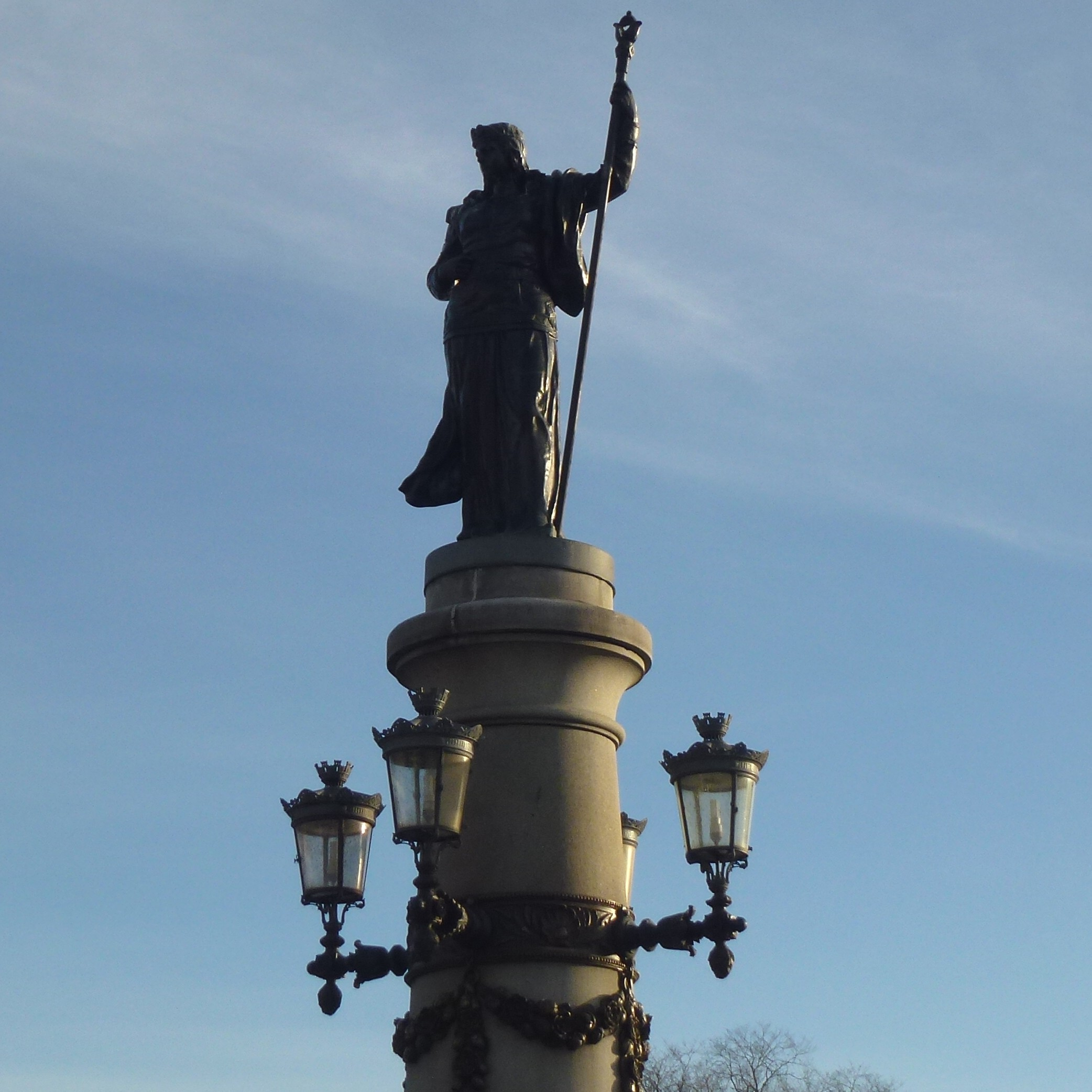
Frigg
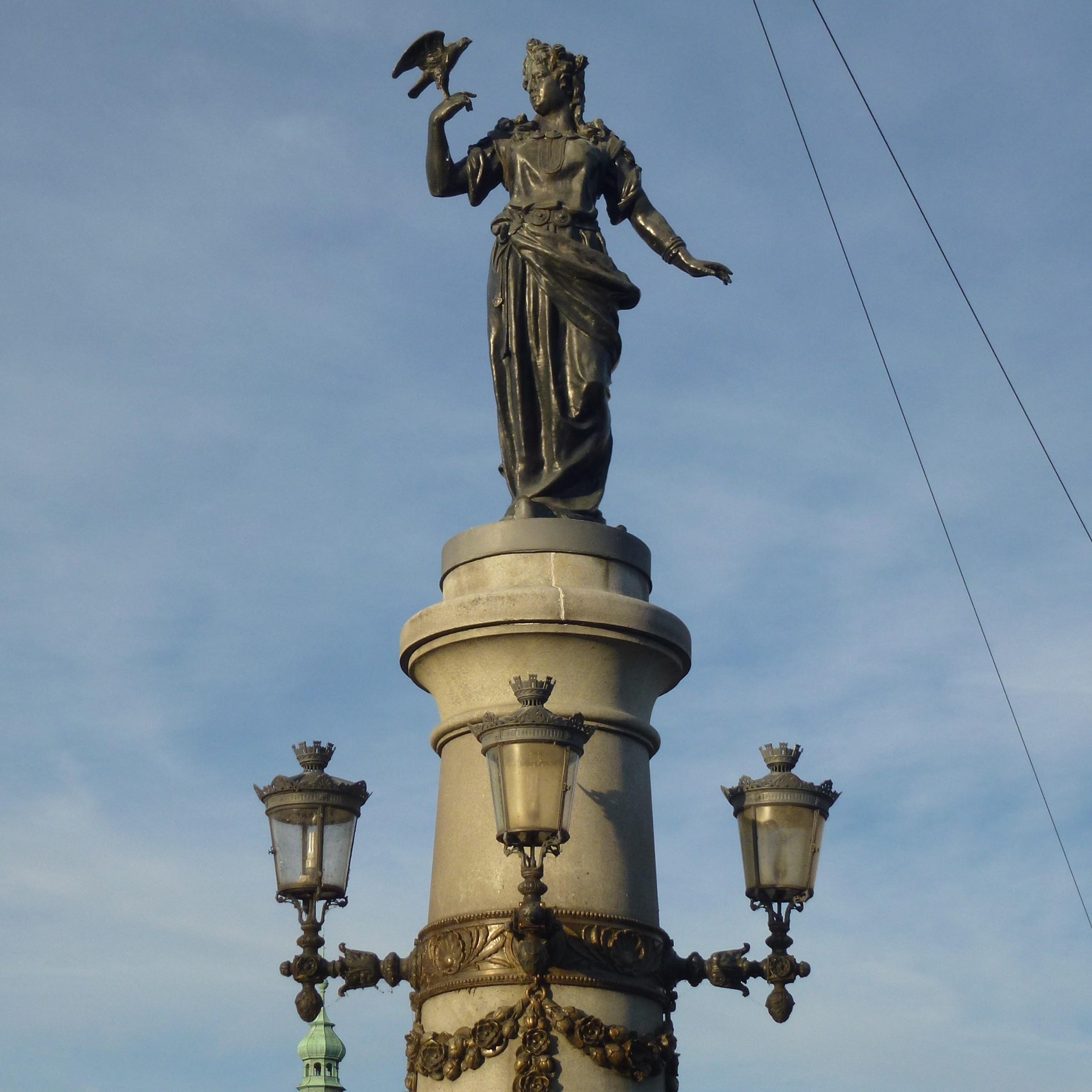
Freja
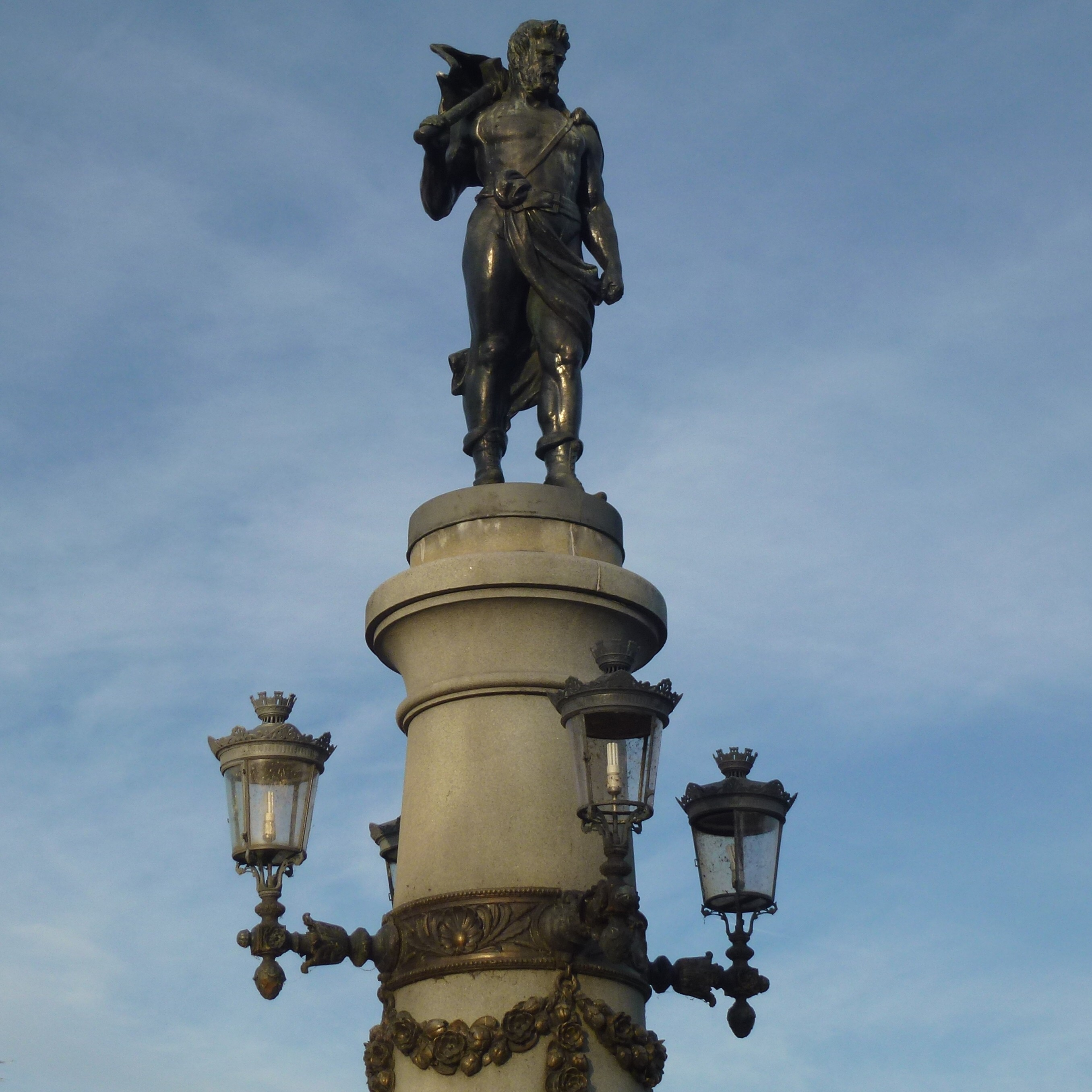
Tor

## Detaljer

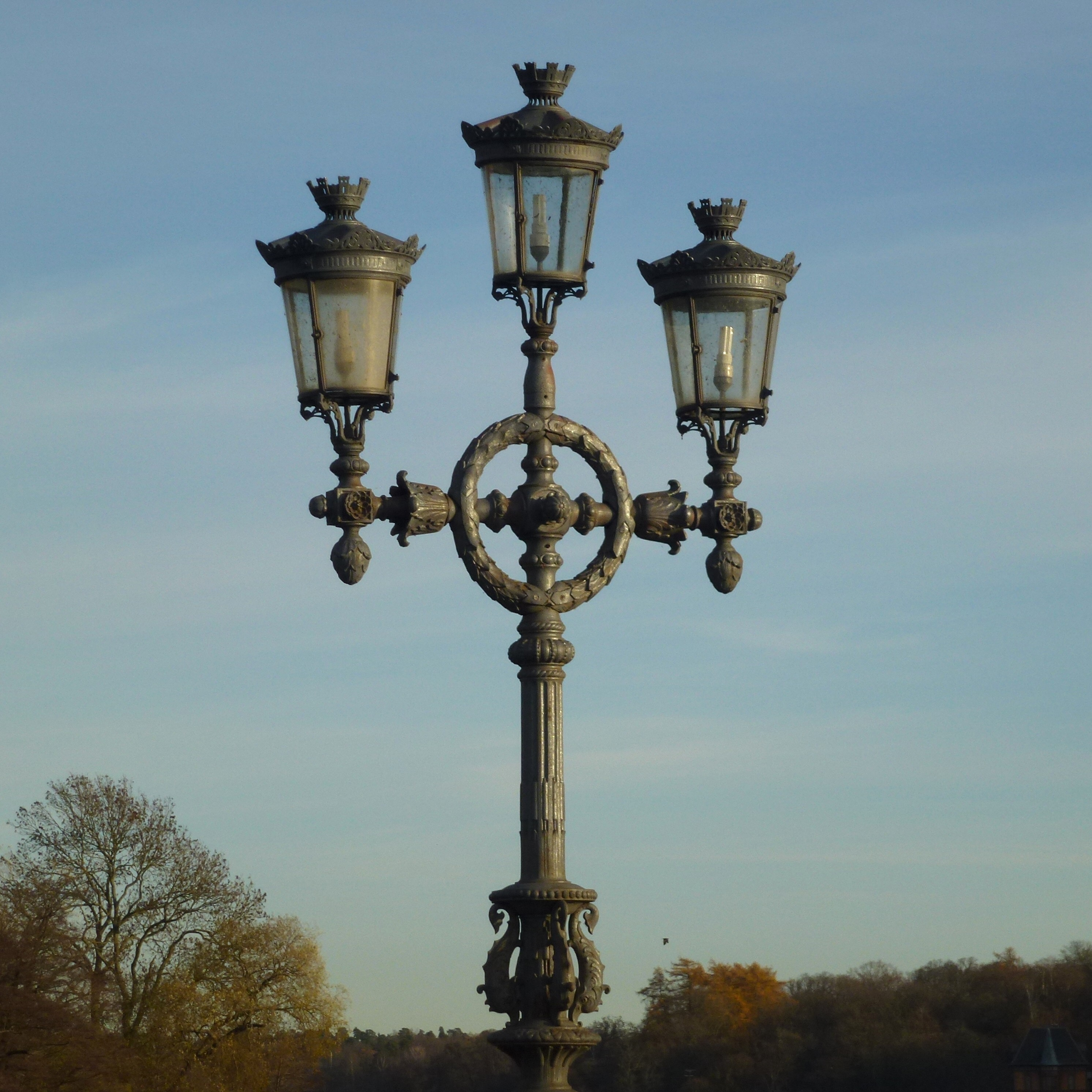
Kandelaber
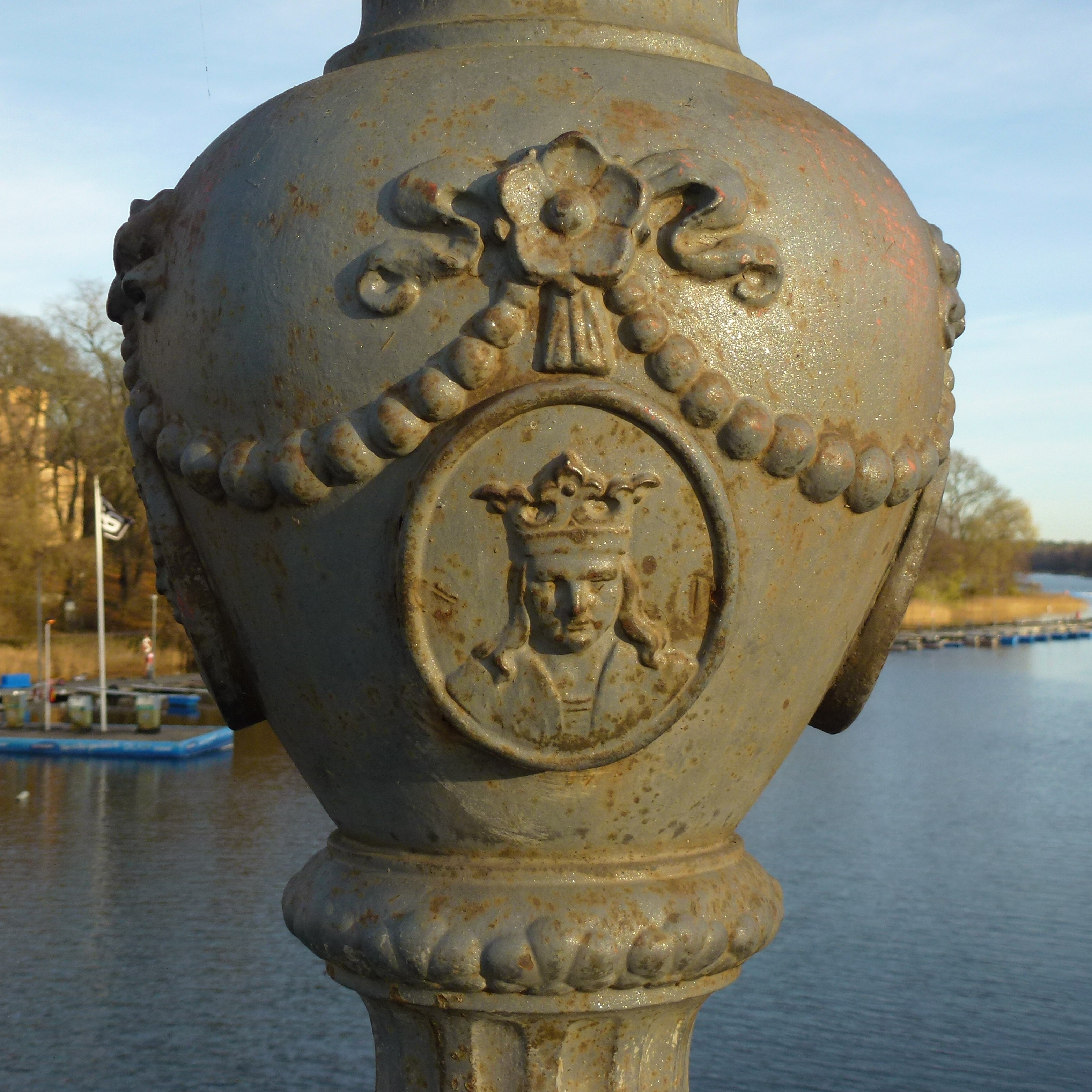
Kandelaber, detalj
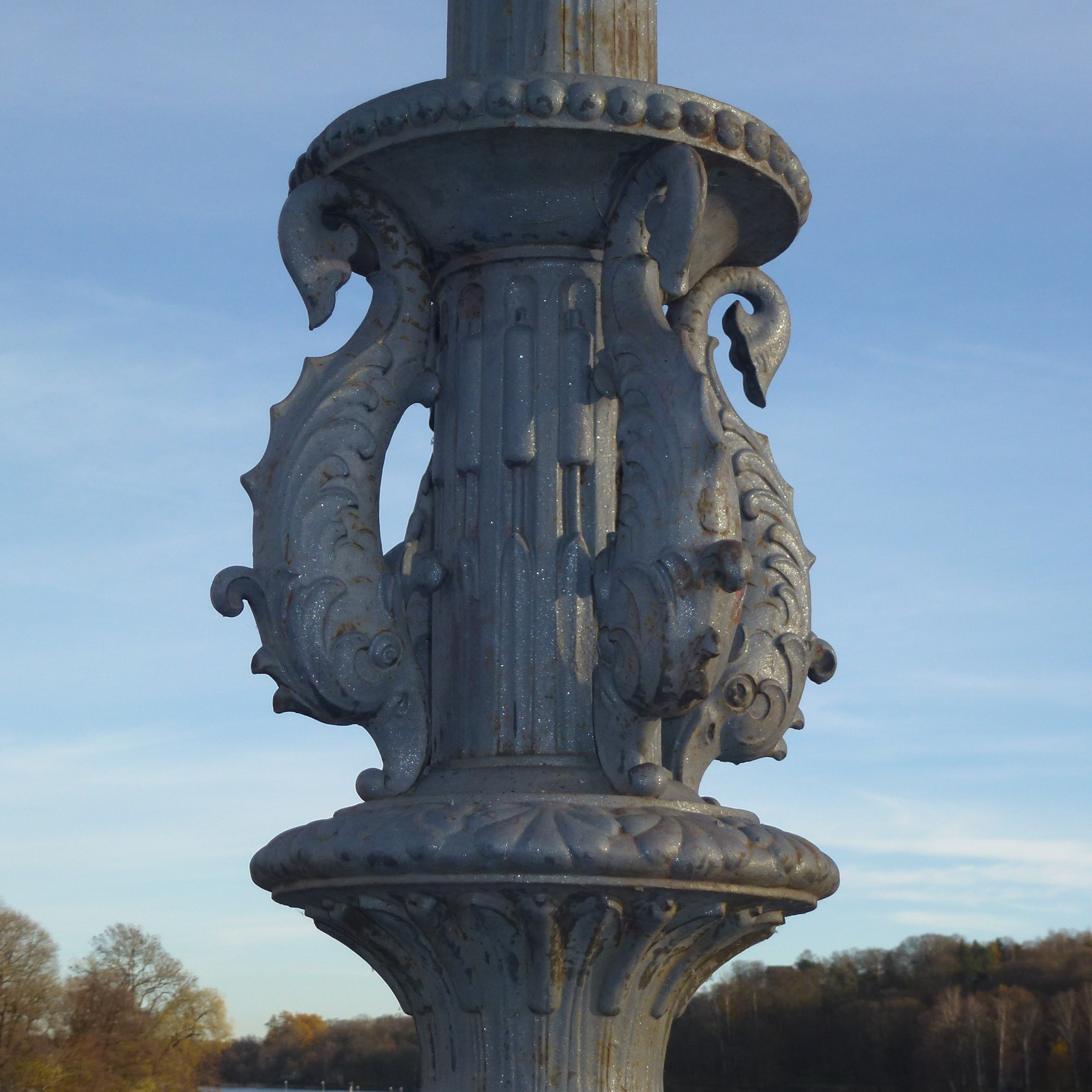
Kandelaber, detalj
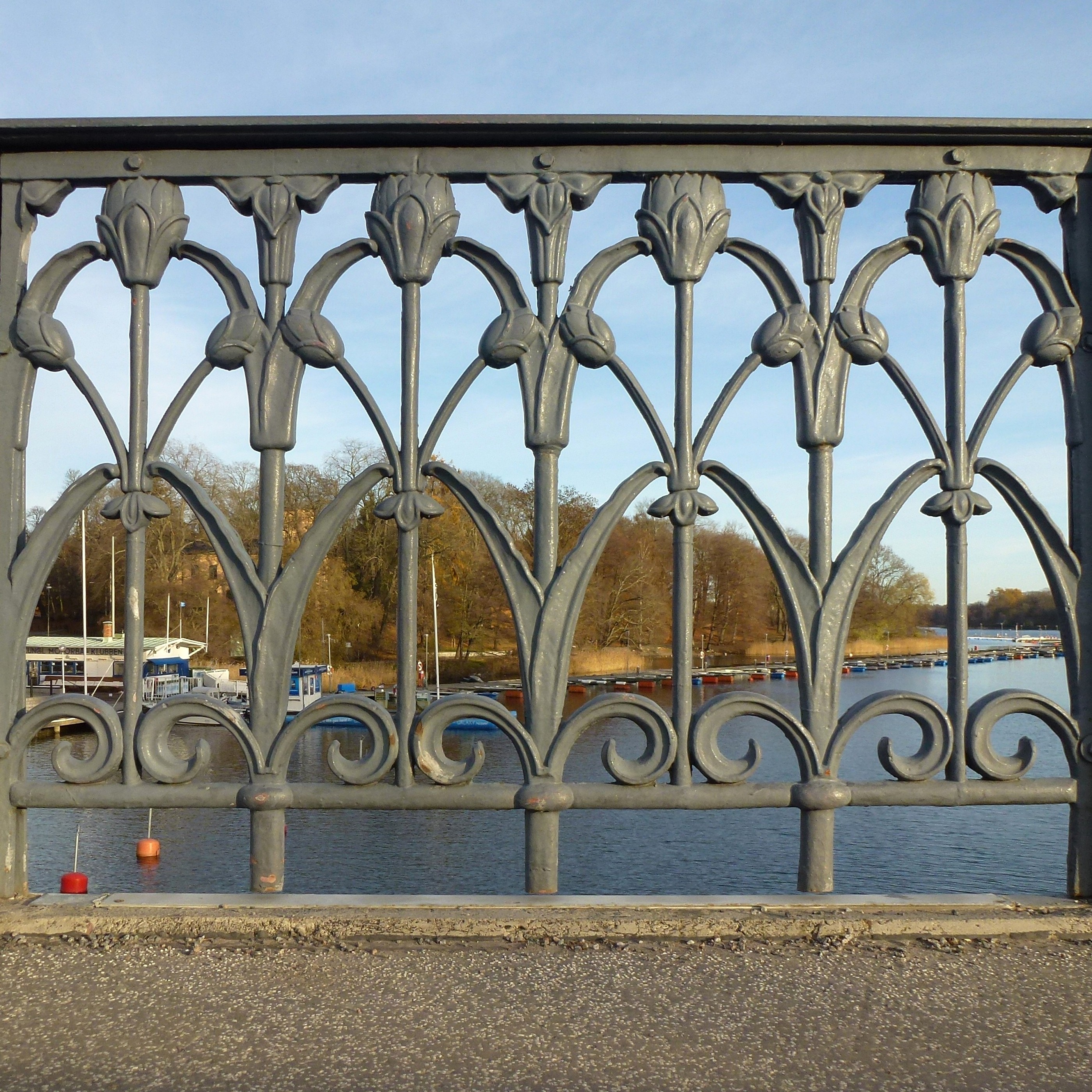
Räcke